# NGC 2752
NGC 2752 је спирална галаксија у сазвежђу Рак која се налази на NGC листи објеката дубоког неба.
Деклинација објекта је + 18° 20' 23" а ректасцензија 9h 5m 42,9s. Привидна величина (магнитуда) објекта NGC 2752 износи 13,9 а фотографска магнитуда 14,7. NGC 2752 је још познат и под ознакама UGC 4772, MCG 3-23-38, CGCG 90-72, IRAS 09028+1832, PGC 25523.